# 김헌태 (교육인)
김헌태(金憲泰, 1954년 5월 20일 ~ )는 대한민국의 전직 언론인 겸 기업인이자 전직 정치가 출신의 대학 교수 겸 교육인이다.

## 주요 경력

### 주요 이력
- 1981년 한국전력공사 평사원 입사(1981년 1월).
- 1982년 대전문화방송 보도 기자 이적 재입사(1982년 9월).
- 1993년 대전엑스포 MBC취재팀장(MBC TV 아침10시뉴스 '오늘의 엑스포' 전국 뉴스 진행 앵커)
- 2001년 대전문화방송 기자 직위 퇴임(2001년 10월 대전MBC 퇴임 당시 최종 직위는 대전문화방송 보도국 취재부 차장).
- 2001년 국경 없는 환경보전연합 정책자문위원(2001년 12월).
- 2002년 대전광역시 시장 선거에 무소속 후보 출마하였지만 낙선(2002년 6월).
- 2002년 사단법인 대전광역시 정신장애인애호인협회 회장(2002년 9월).
- 2003년 대한적십자사 대전충남RH-봉사회 자문위원(2003년 5월).
- 2006년 배호를 기념하는 전국모임중앙회 회장(2006년 5월).
- 2006년 목원대학교 외래교수(2006년 8월~2007년 2월).
- 2008년 한남대학교 전임강사(2008년 2월~2008년 8월).
- 2008년 희망한국운동본부 공동대표최고위원장(2008년 5월).
- 2008년 친환경에코드라이브국민운동본부 상임공동대표(2008년 6월).
- 2008년 한국몽골국제교류협회 제2차석부회장 겸 대표최고위원장(2008년 11월).
- 2008년 재한몽골인 및 국제유학생협회 국제대표상임고문(2008년 12월).
- 2009년 대전광역시농아인협회 고문(2009년 1월).
- 2011년 벽성대학 외래교수(2011년 2월).
- 2012년 대전 충청 세종 시민의 신문 회장(2012년 8월).
- 2012년 국민연금공단 대전지역본부 청렴도협의위원회 홍보실장 겸 기초청렴도심사위원(2012년 11월).
- 2013년 대전 충청 세종 시민의 신문 명예회장(2013년 3월).
- 2013년 대전광역시서구사회복지협의회 자문위원(2013년 6월).
- 2014년 정신장애인차별철폐운동본부 대표위원장(2014년 1월).
- 2014년 인권침해감시운동본부 대표최고상임위원장(2014년 2월).
- 2015년 중중장애인그룹홈 '좋은 친구들' 운영위원(2015년 2월).
- 2016년 폴리텍Ⅳ대학홍보대사협의회 부의장(2016년 5월~2017년 1월).
- 2016년 디트뉴스24 신문 비상임고문(2016년 6월~2016년 8월).
- 2017년 한국정책방송원(K-TV) 출제면접위원(2017년 1월~2017년 3월).
- 2017년 한국장애인정보회협회 중앙회 자문위원(2017년 8월~2018년 1월).
- 2018년 (사)대한정신장애인가족협회 중앙회 고문(2018년 1월).
- 2018년 (사) 대전장애인정보화협회 동구지회 고문(2018년 2월).
- 2018년 뉴스피플아이 회장(2018년 3월).
- 2018년 대전광역시지방선거장애인연대 비상대책위원장(2018년 5월).
- 2019년 (사)대전광역시척수장애인협회 상임고문(2019년 1월).
- 2019년 (사)부패방지국민운동총연합 고발처장 겸 전국대표최고위원(2019년 2월).
- 2019년 멘탈닥터 대표최고위원장 겸 대표재단이사장(2019년 3월).
- 2019년 건우에코월드 부회장(2019년 4월).
- 2019년 한국정신건강신문 대표이사 사장(2019년 5월).